# Claude-François de Monnier
Claude-François de Monnier, 2ème marquis de Monnier, né en 1705, est une personnalité de Franche-Comté, premier président de la Chambre des comptes de Dole de 1731 à 1771.

## Biographie
Claude-François Monnier est né le 2 octobre 1705 dans une famille noble originaire de Noironte, dans le département du Doubs, ancienne seigneurie élevée en marquisat en faveur de son père Charles de Monnier.
Le 27 août 1726, il épouse Claude-Antoinette d'Arvisenet de Lavans, fille de Ferdinand d'Arvisenet, président à la Chambre des comptes de Dole. De leur union nait une fille unique, Jeanne Antoinette Gabrielle (1744-1802).
Le 13 avril 1728, il reçoit des lettres de provision de conseiller au Parlement de Besançon alors âgé de 23 ans tandis que l'âge minimum d'accession est normalement de 25 ans. Le 31 mai 1731, son père Charles Monnier se désiste de sa charge de Premier président de la Chambre des comptes de Dole en sa faveur. Alors que l'âge minimum requis est de 40 ans, il reçoit l'office de Premier président à 26 ans. Il reste en fonction jusqu'à la suppression de la Chambre des comptes en novembre 1771.
Il épouse en deuxièmes noces Marie Thérèse Sophie Richard de Ruffey (1754 -1789), âgée de dix-sept ans. Leur union est célébrée le 2 juillet 1771 dans la chapelle du château de Trouhans par l'Abbé de Ruffey, frère de Sophie. Il semblerait que ce mariage avec Sophie ait été conçu par le marquis de Monnier comme un moyen de déshériter sa propre fille. À l'occasion de ce mariage et non sans une clairvoyante ironie, Voltaire envoya ses félicitations à M. de Ruffey, le père de Sophie: «Je ne savais pas, mon cher président, que M. Le Monnier (sic) fût un jeune homme à marier. Je lui en fais mon compliment, et je le trouve très heureux d'épouser mademoiselle votre fille». Celle-ci, devenue Sophie de Monnier, fut la maîtresse de Mirabeau qui lui adressa, depuis sa prison du donjon de Vincennes, les célèbres Lettres à Sophie. 
Il décède le 4 mars 1783 à l'âge de 77 ans.

### Le procès Valdahon vs Monnier (1771)
Une affaire célèbre opposa Claude-François de Monnier à Jacques Marie Le Bœuf de Valdahon (1738 - 1787), jeune officier et mousquetaire du roi. M. de Monnier refusait à M. de Valdahon la main de sa fille Gabrielle, sous le prétexte qu’il l’avait séduite lors de sa minorité et avait alors compromis son honneur (l’affaire avait été effectivement jugée, aux dépens de M. de Valdahon, huit ans plus tôt). Cependant, Mlle de Monnier, « qui ne veut et ne peut avoir d’autre époux que M. de Valdahon », au sortir du couvent où elle fut tenue jusqu'à sa majorité, fit à son père de pressantes et respectueuses demandes en faveur de ce mariage, sans toutefois infléchir sa décision. Il s’ensuivit alors un long procès que l’opinion suivit avec passion. 
Le 21 mars 1771, l’affaire est plaidée avec succès devant le parlement par Claude-François Bertrand de Boucheporn, avocat général, au nom du ministère public. 
À la suite du réquisitoire de Boucheporn qui dura dix heures, le parlement débouta le marquis de Monnier, prit Mlle de Monnier sous sa protection jusqu'à son mariage, qui eut lieu en mai 1771, et condamna le marquis de Monnier à verser 60 000 livres de dommages-intérêts à M. de Valdahon qui avait été injustement diffamé. (Begin - 1829 ; Durand - 1866).

## Fonctions
- Conseiller au Parlement de Besançon (1727-1732)
- Premier président de la Chambre des Comptes de Dole (1731-1771)